# Attacobius carranca
Attacobius carranca is een spinnensoort uit de familie van de loopspinnen (Corinnidae).
De wetenschappelijke naam van de soort werd in 2005 gepubliceerd door Alexandre Bragio Bonaldo & Antonio Domingos Brescovit.